# Roland Boden
Roland Boden là một cầu thủ bóng đá thi đấu ở vị trí hậu vệ.